# ألبرت هابرد
ألبرت هابرد (بالإنجليزية: Elbert Green Hubbard) (19 يونيو 1856 - 7 مايو 1915) كاتب وناشر وفنان وفيلسوف أمريكي. ترعرع في مدينة هدسون بولاية إلينوي الإمريكية. عمل في بداية مشواره العملي كبائع متجول لدى شركة لاركن للصابون. كان ألبرت هابرد أحد مؤسسي مجتمع ومركز روي كروفت للفنانين والحرفين في أورورا، نيويورك. كان يطلق على الفنانين والحرفين منتسبي المركز والتجمع اسم روي كروفتيرز وكان للحركة وتجمع هولاء الفنانين تأثير قوي على تطور العمارة الأمريكية والتصميم في مطلع القرن العشرين.

## النشأة
وُلد هابرد في بلومنجتون في ولاية إلينوي لأبويه سيلاس هابرد وجوليانا فرانسيس ريد في 19 يونيو 1856. في خريف عام 1855، انتقل والداه إلى بلومنجتون من بوفالو في نيويورك، حيث كان والده يعمل في مجال الطب. بعد أن وجد سيلاس صعوبة في الاستقرار في بلومنجتون -ويعزى ذلك أساسًا إلى وجود العديد من الأطباء الذين كانوا يعملون مسبقًا- نقل عائلته إلى هودسون في ولاية إلينوي في العام التالي. كان لألبرت، الذي لُقب من قبل عائلته بـ«بيرتي»، شقيقان أكبر منه سنًا: تشارلي، الذي كان طريح الفراش إلى حد كبير بعد حادثة سقوط في صغره، وهانا فرانسيس، الملقبة بـ«فرانك» مثل والدتها. توفي تشارلي في سن التاسعة، عندما كان عمرألبرت ثلاث سنوات ونصف. كان لألبرت أيضًا ثلاث شقيقات أصغر منه سنًا، وهن ماري وآنا ميراندا وأونور.
التحق أطفال عائلة هابرد بالمدرسة العامة المحلية، وهي عبارة عن مبنى صغير مكون من غرفتين يطل على مقبرة. بعد مرور ثلاثين عامًا، وصف ألبرت أيام دراسته بأنها كانت «رائعة» و «لا يشوبها أي أثر للحزن.... لم يكن لدي أي طموحات في ذلك الوقت -كنت متأكدًا من أنني سأتمكن يومًا ما من الفوز بمسابقة التهجئة في المدرسة، وطرح مسألة في الكسور تحيّر المعلم، ولعب الضامة بطريقة تجعلني معروفًا في جميع أنحاء البلدة». كانت ماري تتذكر تصرفات أخيها الأكبر مثير الشغب في المدرسة، مشيرةً إلى أنه «كان يزعج معلميه... أحيانًا بالضحك بشكل غير لائق، عندما يُثار حسه الدعابي المفرط».

## الإدانة والعفو
في بداية الحرب العالمية الأولى، نشر هابرد الكثير من المقالات ذات الصلة في دورية ذا فيليستين وأصبح متحمسًا لعبور المحيط وإعداد تقارير عن الحرب وإجراء مقابلة مع القيصر نفسه. مع ذلك، كان هابرد قد أقر بذنبه في 11 يناير 1913 أمام قاضي المحكمة المركزية الأمريكية جون ر. هيزل لانتهاكه المادة 211 من مجموعة القانون الجنائي. أُدين هابرد بتهمة واحدة وهي تعميم وتوزيع مواد «غير مقبولة» (أو «فاحشة») منتهكًا بذلك قوانين البريد.
طلب هابرد عفوًا رئاسيًا من ويليام هوارد تافت، لكن الإدارة تجاهلت الطلب باعتباره «سابقًا لأوانه». عندما رُفض طلبه للحصول على جواز سفر في عام 1915، ذهب هابرد مباشرةً إلى البيت الأبيض وتوسل إلى السكرتير الشخصي لوودرو ويلسون، جوزيف بّي. تومولتي. في ذلك الوقت، كان الرئيس في خضم اجتماع لمجلس الوزراء، لكن تومولتي قاطع الاجتماع، ونتيجةً لذلك، عرف كل من وزير الخارجية (وليام جيننغز بريان) والمدعي العام توماس غريغوري وضع هابرد وحاجته.
تبين أن العفو كان مناسبًا، واستمرت عملية طلب العفو عن هابرد يومًا واحدًا فقط. لم يحالف الحظ 75% من مقدمي طلبات العفو خلال تلك السنة المالية؛ إذ رُفضت طلباتهم أو أُبلغ عنها بشكل سلبي أو لم يُتخذ أي إجراء تجاهها. بعد حصوله على العفو، حصل هابرد على جواز سفر، وفي 1 مايو 1915، غادر مع زوجته في رحلة إلى أوروبا.

## وفاته
بعد مرور أكثر من ثلاث سنوات بقليل من غرق سفينة التيتانيك، استقل آل هابرد سفينة آر إم إس لوسيتينيا في مدينة نيويورك. في 7 مايو 1915، بينما كانت السفينة في البحر على بعد 11 ميلًا (18 كم) قبالة رأس كينسيل القديم في أيرلندا، نُسفت السفينة بواسطة غواصة يو-20 الألمانية. يبدو أن نهايته قد اتبعت نفس الاتجاه الذي أعجب به في وفاة السيدة ستراوس (التي كانت على متن سفينة التيتانيك وأبت أن تترك زوجها وتصعد في قارب النجاة). في رسالة إلى ألبرت هابرد الثاني بتاريخ 12 مارس 1916، كتب إرنست سي. كاوبر، أحد الناجين من هذا الحدث:
لا أستطيع أن أقول على وجه التحديد أين كان كل من والدك والسيدة هابرد عندما ضربت الطوربيدات، ولكن، يمكنني أن أخبرك بما حدث بعد ذلك. خرجا من غرفتهما التي كانت على الجانب الأيسر من السفينة وصعدا إلى سطح المركب.
لم يبدُ على أي منهما القلق بتاتًا، كان أبوك والسيدة هابرد متشابكي الأذرع -كما كانا يسيران دائمًا على سطح المركب- وقفا كأنهما يتساءلان عما يجب أن يفعلاه. مررت به مع طفل رضيع كنت آخذه إلى قارب النجاة عندما قال: «حسنًا يا جاك، لقد نالوا منا. إنهم أسوأ بكثير مما توقعت».
لم يبتعدا كثيرًا عن المكان الذي وقفا فيه في البداية. وبينما كنت أتحرك إلى الجانب الآخر من السفينة، استعدادًا للقفز عندما تحين اللحظة المناسبة، ناديته: «ماذا ستفعل؟» فهز رأسه فقط، بينما ابتسمت السيدة هابرد وقالت: «لا يبدو أن هناك ما يمكن فعله».

بدا أن هذا التعبير دفع والدك إلى التحرك، فقد قام بعد ذلك بأكثر تصرف درامي رأيته في حياتي. استدار ببساطة مع السيدة هابرد ودخلا غرفةً في الطابق العلوي، كان بابها مفتوحًا، وأغلقه خلفهما.
كان من الواضح أنه أراد أن يموتا معًا، وألا يخاطر بفراقهما بعد النزول إلى الماء.

## معرض صور

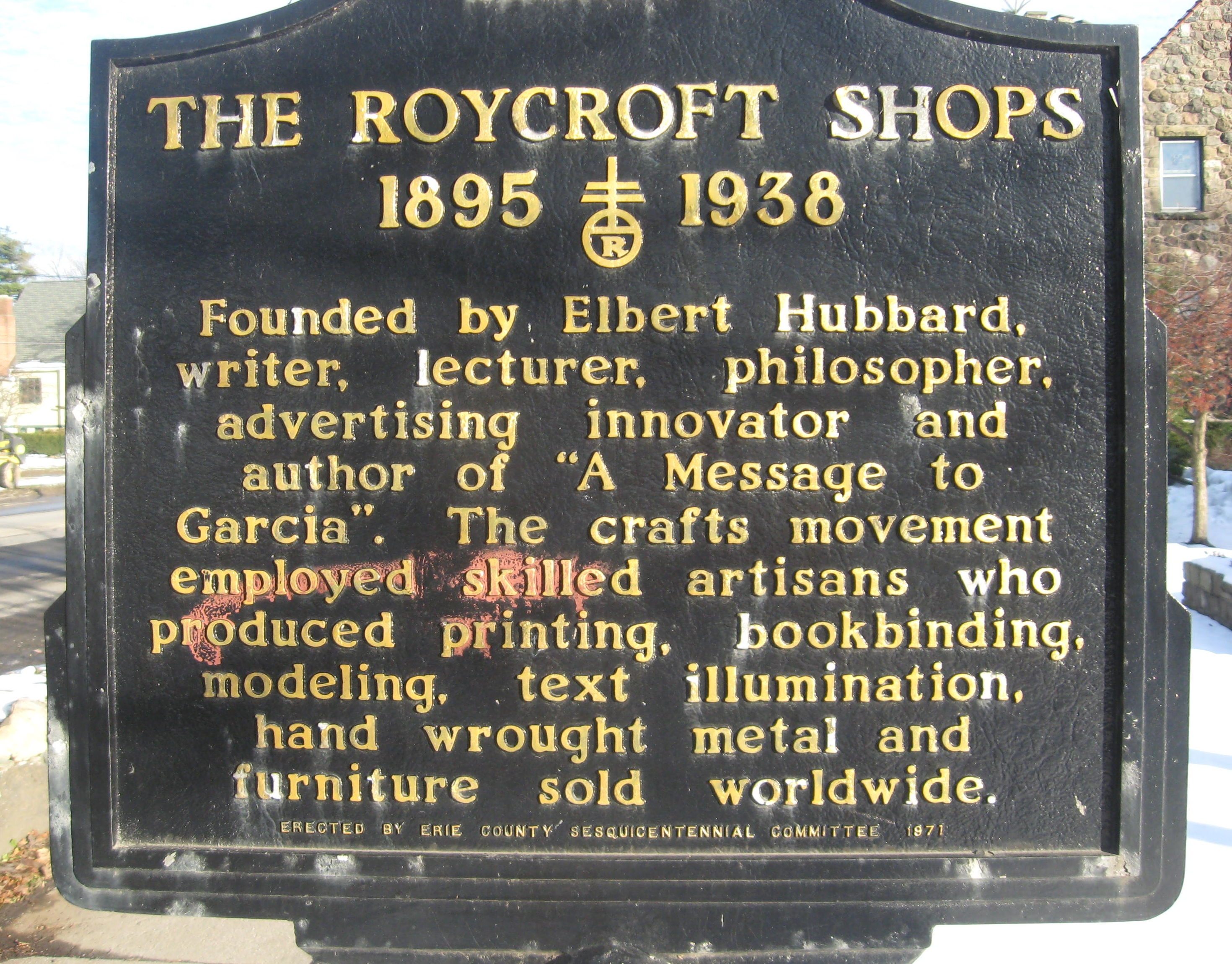
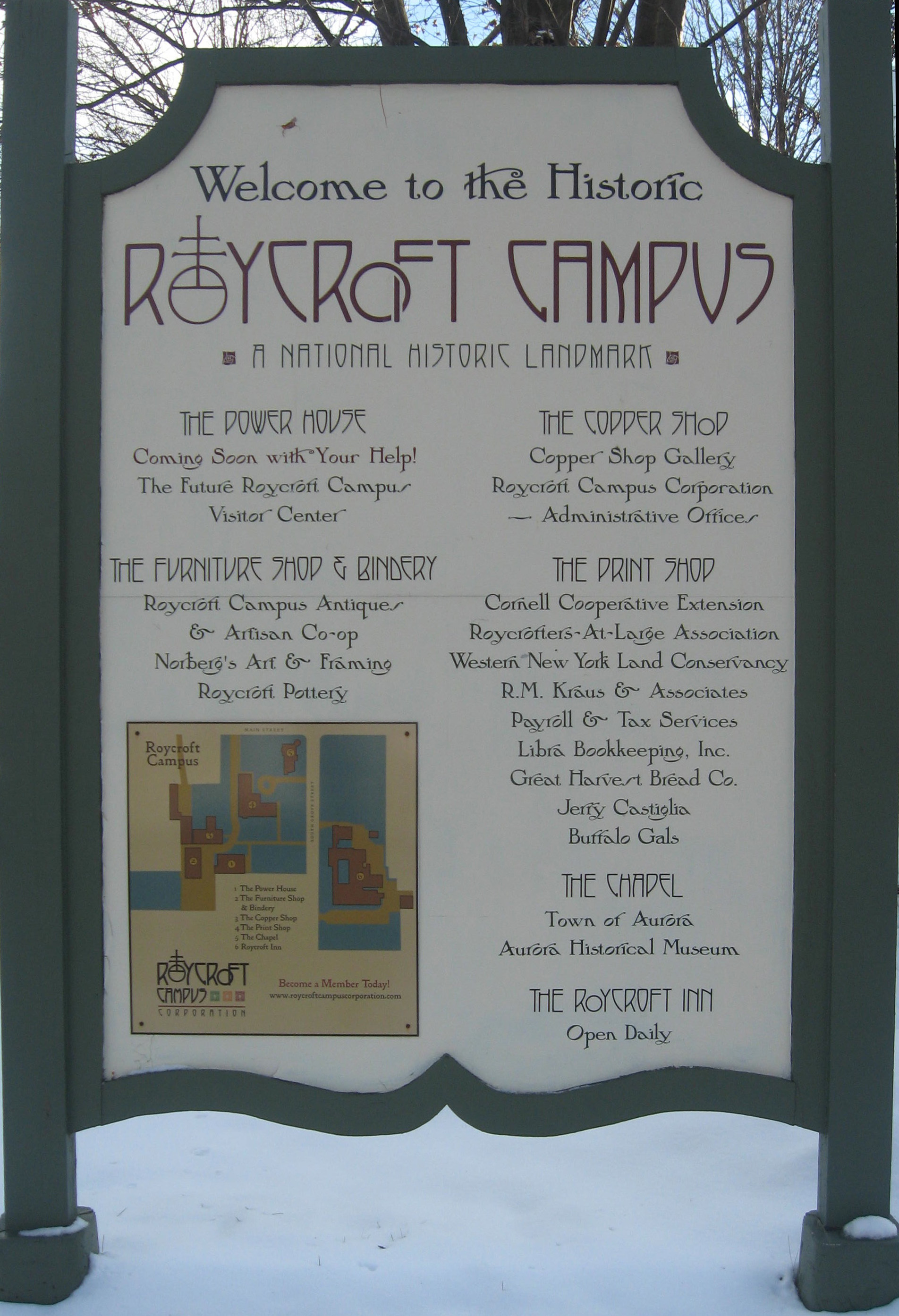
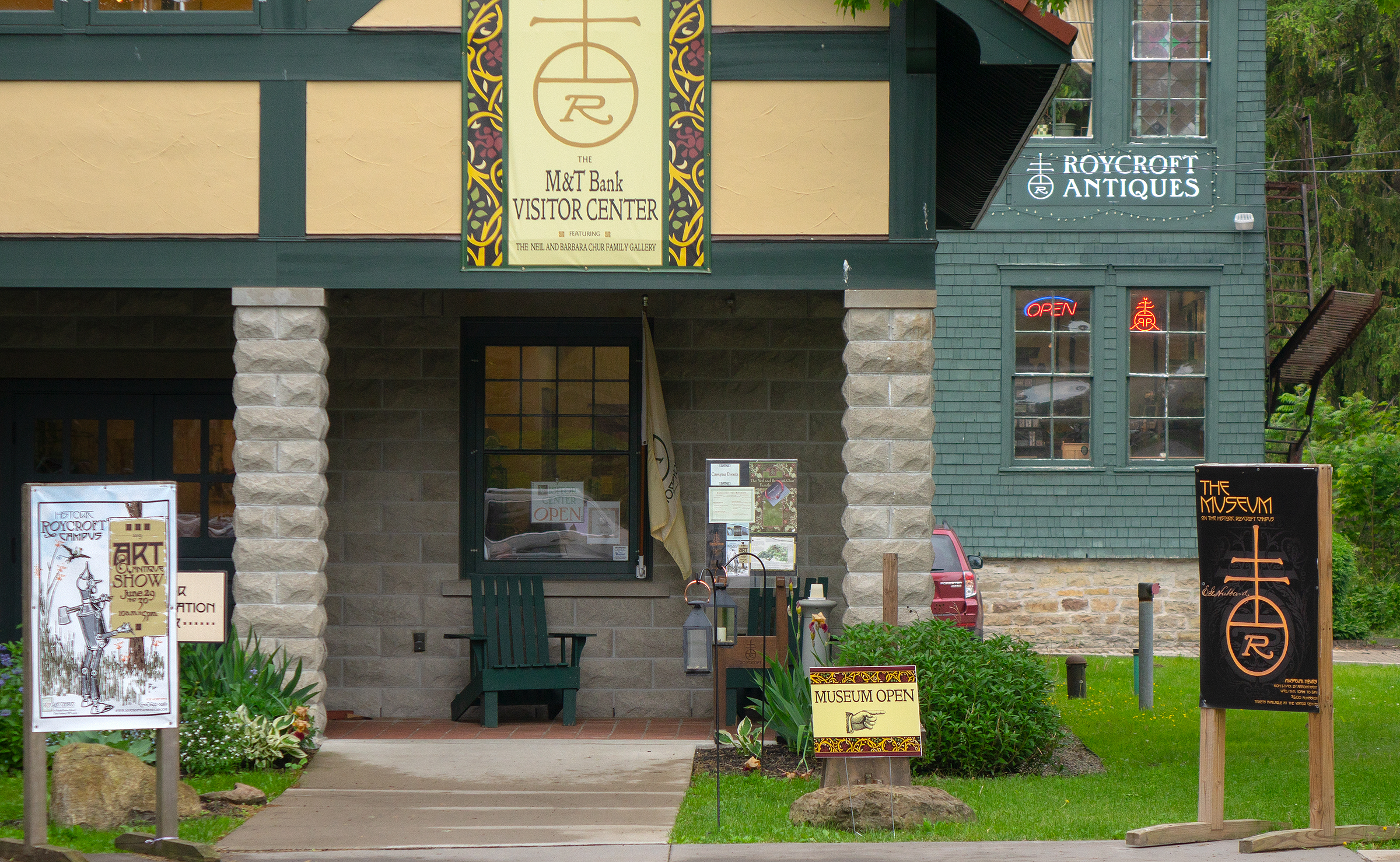

## روابط خارجية
- ألبرت هابرد على موقع IMDb (الإنجليزية)
- ألبرت هابرد على موقع الموسوعة البريطانية (الإنجليزية)
- ألبرت هابرد على موقع ميوزك برينز (الإنجليزية)
- ألبرت هابرد على موقع إن إن دي بي (الإنجليزية)